# Ди Грегорио, Эмануэле
Эмануэле ди Грегорио (итал. Emanuele Di Gregorio; род. 13 декабря 1980, Кастелламмаре-дель-Гольфо) — итальянский легкоатлет, специалист по бегу на короткие дистанции. Выступал на профессиональном уровне в 1999—2012 годах, обладатель серебряной медали чемпионата Европы, бронзовый призёр чемпионата Европы в помещении, чемпион Средиземноморских игр, чемпион Италии в беге на 200 метров, участник летних Олимпийских игр в Пекине.

## Биография
Эмануэле ди Грегорио родился 13 декабря 1980 года в коммуне Кастелламмаре-дель-Гольфое провинции Трапани.
Выступал в спринтерских дисциплинах на различных стартах национального уровня начиная с 1999 года.
В 2001 году вошёл в состав итальянской сборной, стартовал в беге на 100 метров и в эстафете 4 × 100 метров на молодёжном европейском первенстве в Амстердаме.
В 2002 году в беге на 200 метров одержал победу на чемпионате Италии в Виареджо, дошёл до четвертьфинала на чемпионате Европы в Мюнхене.
В 2008 году в эстафете 4 × 100 метров стал третьим на Кубке Европы в Анси. Благодаря череде удачных выступлений удостоился права защищать честь страны на летних Олимпийских играх в Пекине — на предварительном квалификационном этапе эстафеты 4 × 100 метров их команда была дисквалифицирована.
В 2009 году выиграл бронзовую медаль в беге на 60 метров на домашнем чемпионате Европы в помещении в Турине. На командном чемпионате Европы в Лейрии был третьим в индивидуальном беге на 100 метров и вместе с соотечественниками превзошёл всех соперников в эстафете 4 × 100 метров. На чемпионате мира в Берлине дошёл до четвертьфинала в 100-метровой дисциплине и занял шестое место в эстафете.
В 2010 году на командном чемпионате Европы в Бергене вновь стал третьим и первым в беге на 100 метров и в эстафете 4 × 100 метров соответственно. На чемпионате Европы в Барселоне показал седьмой результат в 100-метровой дисциплине и завоевал серебряную награду в эстафете.
В 2011 году в дисциплине 60 метров финишировал четвёртым на чемпионате Европы в помещении в Париже. Также в этом сезоне принял участие в командном чемпионате Европы в Стокгольме, во Всемирных военных играх в Рио-де-Жанейро, в чемпионате мира в Тэгу.
В 2012 году выступил в эстафете на чемпионате Европы в Хельсинки и по окончании сезона завершил спортивную карьеру.